# Maroko na zimowych igrzyskach olimpijskich
Maroko wystartowało po raz pierwszy zimowych IO na igrzyskach w Grenoble w 1968 roku. Od tamtej pory brało uział w igrzyskach jeszcze czterokrotnie. Reprezentowane było przez 22 sportowców (20 mężczyzn i 2 kobiety)..

## Klasyfikacja medalowa
| Igrzyska         | Złoto | Srebro | Brąz | Razem |
| ---------------- | ----- | ------ | ---- | ----- |
| 1968 Grenoble    | 0     | 0      | 0    | 0     |
| 1984 Sarajewo    | 0     | 0      | 0    | 0     |
| 1988 Calgary     | 0     | 0      | 0    | 0     |
| 1992 Albertville | 0     | 0      | 0    | 0     |
| 2010 Vancouver   | 0     | 0      | 0    | 0     |
| 2014 Soczi       | 0     | 0      | 0    | 0     |
| Razem            | 0     | 0      | 0    | 0     |